# Edern ap Padarn Beisrudd
Edern ap Padarn Beisrudd IVe siècle (?) prince brittonique des Votadini.

Edern dont le nom est sans doute une celtisation du latin Aeturnus, est uniquement mentionné, comme le fils de Padarn Beisrudd et le père de Cunedda dans les Généalogies du Jesus College MS. 20 : 
```
Cuneda m Edern m Padarn beisrud
 m tegyth m Iago m geneda6c m Cein m Gorein m Doli m G6rdoli m D6fyn m Gordofyn m Auallach m Amalech m Beli  m Anna val y dewetp6yt vchot
 
[
1
]
 .
```